# الکساندرا سارواش
آلِکساندرا سارواش (مجاری: Szarvas Alexandra؛ زادهٔ ۷ سپتامبر ۱۹۹۲) بازیکن فوتبال اهل مجارستان است.
از باشگاه‌هایی که در آن بازی کرده‌است می‌توان به باشگاه فوتبال زنان بایرن مونیخ، Ferencvárosi Torna Club، و باشگاه فوتبال بازل اشاره کرد.
وی همچنین در تیم ملی فوتبال زنان مجارستان بازی کرده‌است.